# Lars Craps
Lars Craps (Aalst, 17 ottobre 2001) è un ciclista belga che corre per il team Lotto. È professionista dal 2023.

## Palmarès

### Strada
- 2021 (Urbano Cycling, una vittoria)

GP de Kroon

## Piazzamenti

### Classiche monumento
- Giro delle Fiandre

2024: 53°